# 香月明美
香月明美 (英語: Akemi Barbara Katsuki) は、ブラジル出身のブラジルと日本のハーフモデル。Asia's Next Top Model シーズン4で3位を獲得した 。現在台湾を中心に活動中。

## 人物
2019年にニュージーランド出身のハーフのアーティストVivian Dawsonと5か月間デートしたものの、すぐに破局。

## 出演

### テレビドラマ
- 民視無線台、衛視中文台『黒糖瑪奇朵』（2007年）
- 民視無線台『愛情ATM』（2013年）

### 映画
- 2022年：『女優，摔吧！』キリング・マシーン役

### ミュージックビデオ
- 2006年：林俊傑『熟能生巧』
- 2011年：蘇見信『遠得要命的愛情』
- 2014年：魏晨『你身邊的』

### 司会
- 亞洲旅遊台『王子的移動城堡II』（2018年）

### 雑誌
- 『質男幫』
- 『GQ』
- 『Next』
- 『Men's Uno』
- 『ヴォーグ』
- 『Elle』
- 『ハーパーズ バザー』
- 『フィガロ』
- 『コスモポリタン』
- 『儂儂』
- 『ViVi』
- 『茉莉』

### 広告
- ボブソン
- ワコール
- 微風広場
- Ed Hardy
- 味の素Vono濃湯
- 愛鮮家水果醋方
- 愛之味雙健茶王
- 美麗爾診所
- 諾貝爾眼科
- ニュートロジーナ
- 小白鯊
- D&D Jewelry
- La Felino
- MU -奇蹟の大地-
- 美國西北櫻桃
- 詩德登牛仔
- エイボン・プロダクツ
- 芭比布朗
- SYM
- 伏可艾碧斯
- マクドナルドフィレオフィッシュ
- 遠伝電信大双網
- 卡尼爾Body Light
- 美琪生技
- ASUSZenFone 3 Deluxe
- 健身工廠